# Segédhajó
Segédhajók, azaz segédszolgálatot ellátó hajók a hadihajótípusokon belül a haditengerészet hajóállományában lévő, a harctevékenységet végző hajókat kiszolgáló és segítő hajók összessége. Ebbe a kategóriába sorolják azokat a hajókat is, amelyek eredetileg kereskedelmi célokra épültek, de katonai célokra át lettek alakítva, ill. fel lettek fegyverezve, például segédcirkáló, segédaknarakó, segédaknaszedő. Ezek a hajók mára már igen ritkán kerülnek használatra, de a britek alkalmaztak konténerszállítókat a Falkland-szigeteki harcokban segéd repülőgép-hordozónak helyből felszálló repülőgépeknek.

## Főbb kategóriái

### Bója- és hálózár-rakó hajó
Olyan különleges segédszolgálatot ellátó hajó, amely a kikötők és a horgonyzóhelyek tengeralattjárók és torpedók elleni védelmére szolgáló, a tenger felszíne alatt kis pontonokra vagy bójákra felfüggesztett hálók rendszeréből létrehozott műszaki zár telepítését végzi. A bójákkal a vízfelszínen hajózási útvonalakat, zátonyokat, akadályokat ill. lezárt területeket jeleznek. A segédszolgálatot ideiglenesen lefoglalt halászhajókkal is végre lehet hajtani. Az amerikai Parti Őrségnél használt bójarakók: partközeli bójarakó WLM, belvízi bójarakó WLI, folyami bójarakó WLR.

### Dokkhajó
Lényegében önjáró úszódokk, amely lehetővé teszi, hogy a sérült hajót a nyílt tengeren is megemeljék és javítsák.

### Ellátóhajó
Kikötőben vagy a tengeren a hadihajók lőszer-, élelmiszer- vagy egyéb felszerelésének az utánpótlását végzik. Amerikai meghatározásban az ellátó segédhajókat tendereknek nevezik (például lőszerszállító tender).

### Iskolahajó
A tengerészek gyakorlati kiképzésére szolgáló hajó. A haditengerészeteknél többféle iskolahajót is alkalmazhatnak, például repülőgép-hordozó iskolahajót, tüzérségi iskolahajót, torpedó-iskolahajót stb. Sok tengerészetnél a kadétokat vitorlás hajón képzik ki, egyrészt hagyomány tiszteletből, másrészt, ez a legalkalmasabb az alapvető kiképzésre. Az amerikai Parti Őrség vitorlás iskolahajója, mint gyakorló vitorlás kutter van bejegyezve, jelzése WIX.

### Kiemelőhajó
Különleges hajó, amelyet az elsüllyedt hajók, tengeralattjárók, vagy más víz alatti tárgyak kiemelésére alkalmas berendezésekkel szerelnek fel. Az amerikai haditengerészetnél a Parti Őrség állományába található ilyen kategóriájú hajó építőhajóként jelzése WLIC.

### Kórházhajó
Betegek és sebesültek ellátására, gyógyítására szolgáló, megfelelő felszereléssel ellátott hajó. Minden haditengerészet flottaállományában vannak kórházhajók. Mára már helikopter fedélzettel is rendelkeznek a gyorsabb betegszállítás végett.

### Mérőhajó
Olyan felszerelésekkel és berendezésekkel ellátott hajó, mely a part menti vizek mélységének mérésére, a hajózási útvonalak kijelölésére és más mérési feladatok ellátására szolgál. Az amerikai Parti Őrségnél van hasonló kategóriájú hajó.

### Műhelyhajó
Műhelyberendezéssel és felszereléssel ellátott hajó, mellyel a nyílt tengeren más hajókat lehet javítani.

### Raktárhajó
Általában kikötőben lehorgonyozott hajó, melyet különböző anyagok vagy hadianyagok (üzemanyag, élelmiszer, akna, torpedók stb.) tárolására használnak. Több haditengerészetnél (például USA) raktár és műhelyhajó megnevezéssel egyetlen hajó látja el ezt a feladatkört.

### Szerhajó
Olyan különleges hajótípus, amely műszaki berendezéseivel és felszereléseivel a tengeren kisebb javításokat és ellátást tud végezni. (Például vízirepülőgép-szerhajó, gyorsnaszád-szerhajó stb.) Jelzései: romboló szerhajó AD, tengeralattjáró szerhajó AS, vízirepülőgép-szerhajó AV.

### Tartályhajó/ tanker
Folyékony anyagok (olaj, üzemanyag, víz stb.) szállítására kialakított hajó. Megtöltése és kiürítése szivattyúk és csövek segítségével történik. A haditengerészeti tartályhajók alapvető feladata, hogy a támaszpontoktól messze tartózkodó flottakötelékeket a tengeren lássa el üzemanyaggal. Gyakran a flottakötelékekkel együtt halad.

### Vontató-tolóhajó
Nagyságához mérten erős motorral ellátott, más hajók, vagy úszóegységek (uszály), vagy sérülés mozgásképtelenné vált hajó vontatására vagy tolására szolgáló hajótípus. Használják a harci cselekmények közben megsérült hajók mozgatására, ill. a nagyobb hajók (repülőgép-hordozók) kikötőben való mozgatására. Az amerikai meghatározása tug. Általában tűzoltó fecskendőkkel is ellátják, így egyben tűzoltó hajóként is működhet. Az amerikai Parti Őrségnél kétféle toló- vontatóhajó áll szolgálatba: közepes kikötői tug WYTM és kicsi kikötői tug WYTL.

### Jégtörő
Főként az orr-részén megerősített, acélszerkezetű, a hajótest nagyságához viszonyítva nagy gépteljesítményű hajó, amely a jégre ráfutva azt tömegével, hossz- és keresztirányú lengésével összetöri, így utat vág más hajóknak a jéggel borított vizeken, s elősegíti a jégzajlást. A katonai használatban hasonló a feladata. A hadihajók előtt készít utat szükség esetén, jeges területen ill. jégteleníti a kikötőket. Jellemzői: a hajóbordák rendkívül erősek; az orrtőke lapos, ferdén emelkedő (ennek segítségével könnyen felcsúszik a jégre); különleges gépi berendezéseivel hozzák létre a hossz- és keresztirányú („döngölő”) lengéseket; a hajó farán ún. vontatóbemélyedés található, amely lehetővé teszi, hogy a zajló jégen vezetett hajó szorosan kapcsolódjék a jégtörő hajóhoz; fedélzetén gyakran helikopter állomásozik a jegesedés ellenőrzésére. Alkalmaznak orrhajócsavart is, amivel kiszívhatják a vizet a jég alól így könnyebben összeroppanhat. Jégekés megoldás mikor a jégtörő éles orra alulról felfelé vágja a jeget, s a felaprított jégtáblákat egyidejűleg nagyerejű, keresztirányú vízsugarak az összefüggő jégmező alá tolják, megakadályozva, hogy azok a nyílt vízre ússzanak, és újra összeállva elzárják a hajóutat. A Szovjetunióban készítettek atommeghajtású jégtörőt is. Az amerikaiaknál, a Parti Őrségnél vannak a jégtörők, jelzésük WAGB.

### Jégtörő tug
Az amerikai Parti Őrségnél használt hajókategória. A jégtörők és a toló-vontatóhajók keveréke. Gyakorlatilag egy megerősített szerkezetű toló- vontatóhajó. Vízkiszorítása 600 t, jelzése WTGB.

### Követőhajó
Földi állomással, ill. földi követőrendszerrel felszerelt óceánjáró hajó, amely lehetővé teszi az űreszközök követését, jeleinek vételét és feldolgozását olyankor is, amikor a mesterséges égitest pályájának olyan szakaszán halad, amelyről a szárazföldön létesített állomásokon jelei nem vehetők, onnan nem „látható”. Az űreszközt irányító központtal a hírkapcsolatot hírközlő műholdakon keresztül tudja tartani. Az űrállomásokkal és az űrhajókkal a kapcsolatot szintén a követőhajók segítségével tudják folyamatosan tartani. A követőhajók fontos feladata volt, amit viszont titkosítottak, és az űrprogrammal fedtek le, hogy az ellenséges ballisztikus rakétakísérleteket folyamatosan megfigyelje. Mindkét szuperhatalom végezte a másik irányába, sőt mára a kínaiak is alkalmaznak ilyen félig legális felderítési eszközt. Mára a hírközlési műholdak fejlődésével nagyrészt ki lettek váltva ezek a hajók.

### Világítóhajó
Veszélyes partszakaszok, tengeri szerencsétlenségek, veszélyes vízi területek jelölésére alkalmazzák a világítóhajókat. Jelzése az amerikai Parti Őrségnél WLV.